# Dyskografia Vito Bambino
Dyskografia Vito Bambino – dyskografia polsko-niemieckiego piosenkarza popowego, producenta muzycznego, kompozytora i autora tekstów Vito Bambino. Lista obejmuje 2 albumy studyjne, 1 minialbum, 2 albumy w ramach supergrup, 1 mixtape i 39 singli. Artykuł zawiera także listę 35 występów gościnnych Vito Bambino na albumach spoza jego dyskografii oraz 18 utworów innych wykonawców z jego dodatkowym wkładem.

## Albumy studyjne
| Rok                                                     | Tytuł       | Informacje wydawnicze                                                                                              | Najwyższe pozycje na listach sprzedaży | Najwyższe pozycje na listach sprzedaży | Najwyższe pozycje na listach sprzedaży | Najwyższe pozycje na listach sprzedaży | Liczba sprzedanych egzemplarzy | Certyfikat ZPAV    |
| Rok                                                     | Tytuł       | Informacje wydawnicze                                                                                              | OLiS                                   | OLiS fiz.                              | OLiS str.                              | OLiS win.                              | Liczba sprzedanych egzemplarzy | Certyfikat ZPAV    |
| ------------------------------------------------------- | ----------- | --- | -------------------------------------- | -------------------------------------- | -------------------------------------- | -------------------------------------- | ------------------------------ | ------------------ |
| 2020                                                    | Poczekalnia | - Data premiery: 25 września 2020 - Wytwórnia: Def Jam - Nośniki: CD · digital download · streaming · LP           | 4                                      | —                                      | —                                      | 1                                      | 15 000                         | złota płyta        |
| 2023                                                    | Pracownia   | - Data premiery: 28 kwietnia 2023 - Wytwórnia: Def Jam - Nośniki: CD · digital download · streaming · LP · box set | 2                                      | 2                                      | 6                                      | 4                                      | 60 000                         | 2× platynowa płyta |
| „—” oznacza, że album nie był notowany na danej liście. |             | |                                        |                                        |                                        |                                        |                                |                    |

## Minialbumy
| Rok  | Tytuł                                                      | Informacje wydawnicze                                                                      |
| ---- | ---------------------------------------------------------- | ------------------------------------------------------------------------------------------ |
| 2025 | Def Jam World Tour: London (z Fukajem i Danielem Godsonem) | - Data premiery: 6 marca 2025 - Wytwórnia: Def Jam - Nośniki: digital download · streaming |

## Albumy w ramach supergrup
| Rok  | Tytuł                                                                                             | Informacje wydawnicze                                                                                                  | Najwyższe pozycje na listach sprzedaży | Najwyższe pozycje na listach sprzedaży | Najwyższe pozycje na listach sprzedaży | Najwyższe pozycje na listach sprzedaży | Liczba sprzedanych egzemplarzy | Certyfikat ZPAV    |
| Rok  | Tytuł                                                                                             | Informacje wydawnicze                                                                                                  | OLiS                                   | OLiS fiz.                              | OLiS str.                              | OLiS win.                              | Liczba sprzedanych egzemplarzy | Certyfikat ZPAV    |
| ---- | ------------------------------------------------------------------------------------------------- | --- | -------------------------------------- | -------------------------------------- | -------------------------------------- | -------------------------------------- | ------------------------------ | ------------------ |
| 2021 | Męskie Granie 2021 (Męskie Granie Orkiestra 2021: Daria Zawiałow, Dawid Podsiadło i Vito Bambino) | - Data premiery: 3 grudnia 2021 - Wytwórnia: Mystic - Nośniki: 2×CD · digital download · streaming · 2×LP · box set    | 1                                      | 21                                     | —                                      | 1                                      | 60 000                         | 2× platynowa płyta |
| 2023 | Męskie Granie 2023 (Męskie Granie Orkiestra 2023: Igo, Mrozu i Vito Bambino)                      | - Data premiery: 24 listopada 2023 - Wytwórnia: Mystic - Nośniki: 2×CD · digital download · streaming · 2×LP · box set | 1                                      | 1                                      | 22                                     | 2                                      |                                |                    |

## Mixtape’y
| Rok  | Tytuł                           | Informacje wydawnicze                                                         |
| ---- | ------------------------------- | ----------------------------------------------------------------------------- |
| 2007 | Kissin’ Like Hulk (jako Denver) | - Data premiery: 23 sierpnia 2007 - samopublikacja - Nośnik: digital download |

## Single

### Jako główny wykonawca
| Rok | Tytuł                                                                                                  | Najwyższe pozycje na listach przebojów | Najwyższe pozycje na listach przebojów | Najwyższe pozycje na listach przebojów | Najwyższe pozycje na listach przebojów | Najwyższe pozycje na listach przebojów | Najwyższe pozycje na listach przebojów | Certyfikat ZPAV     | Album                                             |
| Rok | Tytuł                                                                                                  | OLiS str.                              | OLiA                                   | SPO                                    | 357                                    | SLiP                                   | LP3                                    | Certyfikat ZPAV     | Album                                             |
| --- | --- | -------------------------------------- | -------------------------------------- | -------------------------------------- | -------------------------------------- | -------------------------------------- | -------------------------------------- | ------------------- | ------------------------------------------------- |
| 2019 | „Miłość rośnie wokół nas” (z Krzysztofem Zalewskim, Melą Koteluk, Pauliną Przybysz i Natalią Przybysz) | —                                      | —                                      | —                                      | X                                      | —                                      | 27                                     |                     | —                                                 |
| 2020 | „Bunkrów nie ma”                                                                                       | —                                      | —                                      | —                                      | X                                      | —                                      | X                                      |                     | Poczekalnia                                       |
| 2020 | „#Hot16Challange2”                                                                                     | —                                      | —                                      | —                                      | X                                      | —                                      | X                                      |                     | —                                                 |
| 2020 | „Rampage”                                                                                              | —                                      | —                                      | —                                      | X                                      | —                                      | X                                      | złota płyta         | Poczekalnia                                       |
| 2020 | „Oddaj” (gościnnie: Natalia Szroeder)                                                                  | —                                      | —                                      | —                                      | X                                      | —                                      | X                                      |                     | Poczekalnia                                       |
| 2020 | „Last Puff”                                                                                            | —                                      | —                                      | —                                      | X                                      | —                                      | X                                      |                     | Poczekalnia                                       |
| 2021 | „Daddy Haze”                                                                                           | —                                      | —                                      | —                                      | X                                      | —                                      | X                                      |                     | —                                                 |
| 2021 | „Ale jazz!” (z Sanah)                                                                                  | 81                                     | 1                                      | 1                                      | X                                      | 1                                      | X                                      | 2× diamentowa płyta | Irenka                                            |
| 2021 | „Nudy”                                                                                                 | —                                      | —                                      | —                                      | X                                      | —                                      | X                                      | 2× platynowa płyta  | Pracownia                                         |
| 2021 | „Wszystko mi mówi, że mnie ktoś pokochał”                                                              | —                                      | —                                      | —                                      | X                                      | —                                      | X                                      |                     | —                                                 |
| 2021 | „Jeżeli kochać, to nie indywidualnie” (z Szymonem Komasą)                                              | —                                      | —                                      | —                                      | X                                      | —                                      | X                                      |                     | Piosenki z Kabaretu Starszych Panów. Laboratorium |
| 2022 | „Maj”                                                                                                  | —                                      | —                                      | —                                      | —                                      | —                                      | X                                      |                     | Pracownia                                         |
| 2022 | „Poszło”                                                                                               | —                                      | —                                      | 183                                    | 41                                     | —                                      | X                                      | platynowa płyta     | Pracownia                                         |
| 2022 | „Oscar” (z Sanah)                                                                                      | —                                      | —                                      | 31                                     | —                                      | —                                      | X                                      | złota płyta         | Uczta                                             |
| 2022 | „Chabo” (z Guziorem)                                                                                   | —                                      | —                                      | 25                                     | —                                      | —                                      | X                                      | platynowa płyta     | G                                                 |
| 2022 | „Chyba wiem”                                                                                           | —                                      | —                                      | —                                      | 16                                     | —                                      | X                                      |                     | Pracownia                                         |
| 2023 | „Etna”                                                                                                 | 29                                     | —                                      | 48                                     | 10                                     | —                                      | X                                      | platynowa płyta     | Pracownia                                         |
| 2023 | „Podpalmy to”                                                                                          | 60                                     | —                                      | 82                                     | 11                                     | —                                      | X                                      | platynowa płyta     | Pracownia                                         |
| 2023 | „Mustang” (z Sanah)                                                                                    | 28                                     | —                                      | 30                                     | —                                      | —                                      | X                                      | platynowa płyta     | Pracownia                                         |
| 2024 | „Na nowo”                                                                                              | —                                      | —                                      | —                                      | —                                      | —                                      | —                                      |                     | —                                                 |
| 2025 | „Boo!”                                                                                                 | —                                      | —                                      | —                                      | —                                      | —                                      | 26                                     |                     | —                                                 |
| 2025 | „Fxxked It Up” (z Fukajem i Onoe Caponoe)                                                              | —                                      | —                                      | —                                      | —                                      | —                                      | —                                      |                     | Def Jam World Tour: London                        |
| 2025 | „Pomiędzy” (z Danielem Godsonem i Moo Latte)                                                           | 21                                     | —                                      | —                                      | —                                      | —                                      | —                                      |                     | Def Jam World Tour: London                        |
| „—” oznacza, że singel nie był notowany na danej liście. „X” oznacza, że lista przebojów nie istniała w danym okresie. | |                                        |                                        |                                        |                                        |                                        |                                        |                     |                                                   |

### Jako część supergrup
| Rok                                                      | Tytuł | Najwyższe pozycje na listach przebojów | Najwyższe pozycje na listach przebojów | Najwyższe pozycje na listach przebojów | Najwyższe pozycje na listach przebojów | Najwyższe pozycje na listach przebojów | Certyfikat ZPAV     | Album              |
| Rok                                                      | Tytuł | OLiS str.                              | OLiA                                   | SPO                                    | 357                                    | SLiP                                   | Certyfikat ZPAV     | Album              |
| -------------------------------------------------------- | --- | -------------------------------------- | -------------------------------------- | -------------------------------------- | -------------------------------------- | -------------------------------------- | ------------------- | ------------------ |
| 2021                                                     | „I Ciebie też, bardzo” (Męskie Granie Orkiestra 2021: Daria Zawiałow, Dawid Podsiadło i Vito Bambino)                         | 49                                     | 1                                      | 3                                      | 2                                      | 1                                      | 2× diamentowa płyta | —                  |
| 2021                                                     | „Małgośka” (na żywo) (Męskie Granie Orkiestra 2021: Vito Bambino, Daria Zawiałow i Dawid Podsiadło)                           | —                                      | —                                      | —                                      | 21                                     | —                                      | złota płyta         | Męskie Granie 2021 |
| 2023                                                     | „Supermoce” (Męskie Granie Orkiestra 2023: Igo, Mrozu i Vito Bambino)                                                         | 3                                      | 1                                      | 2                                      | 1                                      | 4                                      | 3× platynowa płyta  | —                  |
| 2023                                                     | „Party” (na żywo) (Męskie Granie Orkiestra 2023: Igo, Mrozu i Vito Bambino)                                                   | —                                      | —                                      | —                                      | 6                                      | —                                      |                     | Męskie Granie 2023 |
| 2023                                                     | „Tolerancja” (na żywo) (Męskie Granie Orkiestra 2023: Igo, Mrozu i Vito Bambino, gościnnie: Stanisław Sojka i Leszek Możdżer) | —                                      | —                                      | —                                      | 3                                      | —                                      |                     | Męskie Granie 2023 |
| „—” oznacza, że singel nie był notowany na danej liście. | |                                        |                                        |                                        |                                        |                                        |                     |                    |

### Jako gość
| Rok | Tytuł                                                                | Najwyższe pozycje na listach przebojów | Najwyższe pozycje na listach przebojów | Najwyższe pozycje na listach przebojów | Najwyższe pozycje na listach przebojów | Najwyższe pozycje na listach przebojów | Certyfikat ZPAV    | Album            |
| Rok | Tytuł                                                                | OLiS str.                              | OLiA                                   | SPO                                    | 357                                    | SLiP                                   | Certyfikat ZPAV    | Album            |
| --- | -------------------------------------------------------------------- | -------------------------------------- | -------------------------------------- | -------------------------------------- | -------------------------------------- | -------------------------------------- | ------------------ | ---------------- |
| 2019 | „Diler liter” (Pokahontaz, gościnnie: Vito Bambino, Minix i T. Bies) | —                                      | —                                      | —                                      | X                                      | —                                      |                    | Renesans         |
| 2020 | „Numer” (Rasmentalism, gościnnie: Dawid Podsiadło i Vito Bambino)    | —                                      | —                                      | 77                                     | X                                      | —                                      |                    | Geniusz          |
| 2021 | „Boję się o Ciebie” (Kaśka Sochacka, gościnnie: Vito Bambino)        | —                                      | —                                      | 189                                    | X                                      | —                                      | 2× platynowa płyta | Ciche dni        |
| 2021 | „Późne popołudnie” (Seven Phoenix i Pham, gościnnie: Vito Bambino)   | —                                      | —                                      | —                                      | X                                      | —                                      |                    | —                |
| 2021 | „Zatapiamy się” (Fukaj i Kubi Producent, gościnnie: Vito Bambino)    | —                                      | —                                      | —                                      | X                                      | —                                      |                    | Chaos            |
| 2022 | „Niech monarchowie” (Polskie Znaki, gościnnie: Vito Bambino)         | —                                      | —                                      | —                                      | 4                                      | —                                      |                    | Rzeczy ostatnie  |
| 2022 | „Późne godziny” (Natalia Szroeder, gościnnie: Vito Bambino)          | —                                      | —                                      | 135                                    | —                                      | —                                      | złota płyta        | Pogłos Suplement |
| 2022 | „Robię co mogę” (DJ BRK, gościnnie: Vito Bambino i Miętha)           | —                                      | —                                      | —                                      | 41                                     | —                                      | złota płyta        | Juice            |
| 2022 | „Za daleko” (Mrozu, gościnnie: Vito Bambino)                         | 43                                     | 5                                      | 36                                     | —                                      | 5                                      | 3× platynowa płyta | Złote bloki      |
| 2023 | „Nieść vibe” (Miętha, gościnnie: Vito Bambino)                       | —                                      | —                                      | —                                      | —                                      | —                                      |                    | Mięthlik         |
| 2025 | „Jesteś mi łzą” (DJ BRK, gościnnie: Vito Bambino)                    | —                                      | —                                      | —                                      | —                                      | —                                      |                    | Barry Black      |
| „—” oznacza, że singel nie był notowany na danej liście. „X” oznacza, że lista przebojów nie istniała w danym okresie. |                                                                      |                                        |                                        |                                        |                                        |                                        |                    |                  |

## Inne notowane lub certyfikowane utwory
| Rok | Tytuł                                                                                                   | Najwyższe pozycje na listach przebojów | Najwyższe pozycje na listach przebojów | Najwyższe pozycje na listach przebojów | Certyfikat ZPAV | Album              |
| Rok | Tytuł                                                                                                   | OLiS str.                              | SPO                                    | 357                                    | Certyfikat ZPAV | Album              |
| --- | --- | -------------------------------------- | -------------------------------------- | -------------------------------------- | --------------- | ------------------ |
| 2020 | „Co ja wiem?” (Jan-Rapowanie i Nocny, gościnnie: Vito Bambino)                                          | —                                      | 31                                     | X                                      | platynowa płyta | Uśmiech            |
| 2021 | „Ritz Carlton” (remiks) (PRO8L3M, gościnnie: Vito Bambino)                                              | —                                      | 171                                    | —                                      | platynowa płyta | Fight Club         |
| 2021 | „Mieć czy być” (na żywo) (Męskie Granie Orkiestra 2021: Daria Zawiałow, Dawid Podsiadło i Vito Bambino) | —                                      | —                                      | —                                      | złota płyta     | Męskie Granie 2021 |
| 2023 | „Nie mój dzień”                                                                                         | —                                      | —                                      | 29                                     |                 | Pracownia          |
| 2023 | „Cyber PRL”                                                                                             | —                                      | —                                      | —                                      | złota płyta     | Pracownia          |
| 2023 | „Ulek i Dawcia” (gościnnie: Dawid Podsiadło)                                                            | 41                                     | 39                                     | —                                      | złota płyta     | Pracownia          |
| „—” oznacza, że utwór nie był notowany na danej liście. „X” oznacza, że lista przebojów nie istniała w danym okresie. | |                                        |                                        |                                        |                 |                    |

## Występy gościnne
| Rok  | Utwór                                 | Wykonawca                                                                 | Album                                             | Źr.    |
| ---- | ------------------------------------- | ------------------------------------------------------------------------- | ------------------------------------------------- | ------ |
| 2012 | „Pasja”                               | Ceka, gościnnie: Vito Bambino                                             | Bardziej.62                                       | [ 54 ] |
| 2012 | „62 Anthem II”                        | Ceka, gościnnie: Famson, Hom Gotti i Vito Bambino                         | Bardziej.62                                       | [ 54 ] |
| 2015 | „I Guess My Brother Got Shot”         | Szatt, gościnnie: Vito Bambino                                            | Bloom                                             | [ 55 ] |
| 2015 | „Burn Till I Feel It”                 | Szatt, gościnnie: Vito Bambino                                            | Bloom                                             | [ 55 ] |
| 2016 | „Urban Lovers”                        | Duit, gościnnie: Vito Bambino                                             | Now I’m Here                                      | [ 56 ] |
| 2018 | „Tryb samolot”                        | Envee, gościnnie: Vito Bambino                                            | Tango                                             | [ 57 ] |
| 2018 | „Draka”                               | Envee, gościnnie: Vito Bambino                                            | Time & Light                                      | [ 58 ] |
| 2019 | „Tryb samolot”                        | VNM, gościnnie: Vito Bambino                                              | Czuz tu daj hajs                                  | [ 59 ] |
| 2019 | „Diler liter”                         | Pokahontaz, gościnnie: Vito Bambino, Minix i T. Bies                      | Renesans                                          | [ 60 ] |
| 2019 | „Psi duch”                            | ZKI/SEZ, gościnnie: Vito Bambino                                          | Psiakrew                                          | [ 61 ] |
| 2020 | „Minimalizm”                          | Paulina Przybysz, gościnnie: Vito Bambino                                 | Odwilż                                            | [ 62 ] |
| 2020 | „Co ja wiem?”                         | Jan-Rapowanie i Nocny, gościnnie: Vito Bambino                            | Uśmiech                                           | [ 63 ] |
| 2020 | „Rumpelstilskin”                      | Quebonafide, gościnnie: Vito Bambino                                      | Romantic Psycho                                   | [ 64 ] |
| 2020 | „Oni zaraz przyjdą tu”                | Paulina Przybysz i Rita Pax, gościnnie: Vito Bambino i Wojciech Waglewski | Męskie Granie 2019. Dogrywka                      | [ 65 ] |
| 2020 | „Numer”                               | Rasmentalism, gościnnie: Dawid Podsiadło i Vito Bambino                   | Geniusz                                           | [ 66 ] |
| 2021 | „Boję się o Ciebie”                   | Kaśka Sochacka, gościnnie: Vito Bambino                                   | Ciche dni                                         | [ 67 ] |
| 2021 | „Ritz Carlton” (remiks)               | PRO8L3M, gościnnie: Vito Bambino                                          | Fight Club                                        | [ 68 ] |
| 2021 | „Ale jazz!”                           | Sanah i Vito Bambino                                                      | Irenka                                            | [ 69 ] |
| 2021 | „Wdech”                               | Spear Oh, gościnnie: Vito Bambino                                         | Asthmatic LP                                      | [ 70 ] |
| 2021 | „Zatapiamy się”                       | Fukaj i Kubi Producent, gościnnie: Vito Bambino                           | Chaos                                             | [ 71 ] |
| 2021 | „Medytacja”                           | Jarecki, gościnnie: Vito Bambino                                          | Totem                                             | [ 72 ] |
| 2021 | „Tyle o tobie wiem”                   | Deemz, gościnnie: Rosalie., Vito Bambino i Kacperczyk                     | Sauce                                             | [ 73 ] |
| 2021 | „Jeżeli kochać, to nie indywidualnie” | Szymon Komasa i Vito Bambino                                              | Piosenki z Kabaretu Starszych Panów. Laboratorium | [ 74 ] |
| 2021 | „Dżentelmenel” (na żywo)              | Vito Bambino                                                              | Męskie Granie 2021                                | [ 75 ] |
| 2022 | „Niech monarchowie”                   | Polskie Znaki, gościnnie: Vito Bambino                                    | Rzeczy ostatnie                                   | [ 76 ] |
| 2022 | „Za daleko”                           | Mrozu, gościnnie: Vito Bambino                                            | Złote bloki                                       | [ 77 ] |
| 2022 | „Niedopasowany”                       | Paluch, gościnnie: Vito Bambino                                           | Kompot                                            | [ 78 ] |
| 2022 | „Oscar”                               | Sanah i Vito Bambino                                                      | Uczta                                             | [ 79 ] |
| 2022 | „Późne godziny”                       | Natalia Szroeder, gościnnie: Vito Bambino                                 | Pogłos Suplement                                  | [ 80 ] |
| 2023 | „Robię co mogę”                       | DJ BRK, gościnnie: Vito Bambino i Miętha                                  | Juice                                             | [ 81 ] |
| 2023 | „Czar”                                | Rosalie., gościnnie: Vito Bambino                                         | Motherlode                                        | [ 82 ] |
| 2023 | „Podpalmy to” (na żywo)               | Vito Bambino                                                              | Męskie Granie 2023                                | [ 83 ] |
| 2024 | „Chabo”                               | Guzior i Vito Bambino                                                     | G                                                 | [ 84 ] |
| 2025 | „Figle”                               | Kuban, gościnnie: Vito Bambino                                            | Fugazi                                            | [ 85 ] |
| 2025 | „Jesteś mi łzą”                       | DJ BRK, gościnnie: Vito Bambino                                           | Barry Black                                       | [ 86 ] |

## Dodatkowy wkład
| Rok  | Wykonawca        | Album                         | Wkład | Źr.     |
| ---- | ---------------- | ----------------------------- | --- | ------- |
| 2006 | Demarhe          | Bronx, a Johnnie Walker       | muzyka i tekst w utworach „Rozgrzany lód” i „Edope”                                                                                   | [ 87 ]  |
| 2008 | Flint            | Radosny futbol                | produkcja w utworze „Ochota & Wola (Freestyle)” (jako Drumlinaz)                                                                      | [ 88 ]  |
| 2009 | Karter           | Powiedz za mnie               | produkcja w utworach „Zero”, „HD 169830”, „Przy lampce wina”, „Ciekawe co powie”, „Za co?”, „Wina” i „Czeka na żonę” (jako Drumlinaz) | [ 89 ]  |
| 2009 | ACME             | Blackbook                     | produkcja w utworze „Rozerwany” (jako Drumlinaz)                                                                                      | [ 90 ]  |
| 2010 | Instinktsteve    | Schreibe & Sage               | produkcja w utworach „Ein Neuer Morgen”, „Selbstredend”, „More Than Words”, „Überdenke” i „Es Ist Zeit” (jako Mateusz Dopieralski)    | [ 91 ]  |
| 2011 | Famson           | Kto to?!                      | produkcja w utworach „Sztorm”, „Malutk(i)(a)”, „Stać mnie”, „Karate rap” i „Nocne pisanie tekstów” (jako Drumlinaz)                   | [ 92 ]  |
| 2013 | O.S.T.R. i Hades | Haos                          | produkcja w utworach „Rap na osiedlu”, „Mam dość”, „Bądź słuchaczem” i „Kolacja” (jako Drumlinaz)                                     | [ 93 ]  |
| 2017 | Adi Nowak        | Vafle ryżowe                  | produkcja w utworze „Sen Intro.” (jako Drumlinaz)                                                                                     | [ 94 ]  |
| 2017 | Kortez           | Mój dom                       | tekst w utworach „Dobrze, że cię mam” i „Trudny wiek”                                                                                 | [ 95 ]  |
| 2018 | Rosalie.         | Flashback                     | produkcja i wokal wspierający w utworze „Po co?”                                                                                      | [ 96 ]  |
| 2018 | Flirtini         | Heartbreaks & Promises vol. 4 | tekst i produkcja w utworze „Nikt” | [ 97 ]  |
| 2018 | Kortez           | Mini dom                      | tekst w utworze „Hej Wy” | [ 98 ]  |
| 2019 | Demarhe          | Czy to dzieje się naprawdę?   | muzyka w utworach „Smok po deszczu” i „Ponokorasing”                                                                                  | [ 99 ]  |
| 2020 | Paulina Przybysz | Odwilż                        | muzyka i produkcja w utworach „Wszystko”, „Dobrze” i „Minimalizm”                                                                     | [ 62 ]  |
| 2021 | Sanah            | Irenka                        | tekst i muzyka w utworze „Irenka” | [ 100 ] |
| 2021 | Barto Katt       | Yuppie                        | tekst i produkcja w utworze „Monidło”                                                                                                 | [ 101 ] |
| 2022 | Igo              | Igo                           | tekst w utworze „Brudas” | [ 102 ] |
| 2023 | Kortez           | Naucz mnie tańczyć            | tekst w utworze „Co w Tobie i we mnie”                                                                                                | [ 103 ] |